# Jorginho
Jorginho (n. 17 august 1964, Rio de Janeiro, Rio de Janeiro, Brazilia) este un fost fotbalist brazilian.

## Statistici
| Brazilia | Brazilia | Brazilia |
| An       | Meciuri  | Goluri   |
| -------- | -------- | -------- |
| 1987     | 1        | 1        |
| 1988     | 7        | 1        |
| 1989     | 10       | 0        |
| 1990     | 7        | 0        |
| 1991     | 1        | 0        |
| 1992     | 2        | 1        |
| 1993     | 13       | 0        |
| 1994     | 12       | 0        |
| 1995     | 11       | 0        |
| Total    | 64       | 3        |